# Flexenpass
Flexenpass är ett bergspass i Österrike. Det ligger i distriktet Bludenz och förbundslandet Vorarlberg, i den västra delen av landet. Flexenpass ligger 1 773 meter över havet mellan Lechquellengebirge och Lechtaler Alpen. Passet är en gräns mellan avrinningsområden av Rhen och Donau.
Trakten runt Flexen Sattel består i huvudsak av gräsmarker. En buslinje går över passet.